# Barraca de Cal Balanyà
La barraca de Cal Balanyà, o barraca G-09, és una barraca de vinya del municipi de Subirats (Alt Penedès), situada al Fondo de Mas Granada, de les muntanyes d'Ordal, a l'oest de la casa de Cal Balanyà.
És una construcció aixecada en pedra seca, parcialment adossada a un marge, de planta circular de 3,70 m de diàmetre i una alçada total de 2,65 m. La construcció és de la tipologia de sostre de falsa cúpula. El portal, amb la data 1887 gravada a la llinda, que és plana, està orientat al sud-sud-oest, té una alçada de 136 cm, una amplada de 50 cm i un gruix de 70 cm. Sobre la coberta hi ha plantats lliris. Té una porta metàl·lica. Les pedres exteriors estan rejuntades amb ciment.
El codi utilitzat en la denominació d'aquesta barraca (lletra + número) procedeix d'un estudi realitzat per Araceli Soler i Jaume Rovira, que intenta sistematitzar la informació sobre aquests elements arquitectònics al terme de Subirats.